# Peemapol Panichtamrong
Peemapol Panichtamrong (ภีมพล พาณิชย์ธำรง), noto anche con lo pseudonimo di Peak (พีค) (Bangkok, 11 novembre 1999), è un attore thailandese, conosciuto in particolare per il ruolo di Fuse in Make It Right: The Series - Rak ok doen.

## Biografia
Comincia la sua carriera televisiva nel 2016, quando viene scelto tramite Instagram per interpretare Fuse, il protagonista di Make It Right: The Series - Rak ok doen, in coppia con Krittapak Udompanich (Boom); i due reciteranno fianco a fianco anche nel film Enough e nella webserie Sayam 13 chuamong. In aggiunta ad altri ruoli televisivi, nel 2018 è uno dei concorrenti del reality show cinese Tài yǒumíng - Thai Famous, alla sua terza edizione, sempre a fianco a Boom.
Nato all'ospedale di Chulalongkorn, ha frequentato fin dalle elementari l'Assumption College a Bangkok e si sta preparando per frequentare l'Università Chulalongkorn in facoltà ingegneria.
Ha cantato alcune canzoni per la colonna sonora di "Make It Right: The Series - Rak ok doen" insieme ad alcuni membri del cast della serie, usando il nome da gruppo Music Camp Project. Sa anche suonare batteria e chitarra.
Dal 2018 ha anche aperto un canale YouTube, "CheekyDude", insieme al collega e amico Boonyakorn Ratanaumnuayshai (Beam); i due caricano cover musicali.

## Filmografia

### Cinema
- Enough, regia di Thanamin Wongsakulpach (2017)[5]
- Sateim - cortometraggio (2018)[6]

### Televisione
- Make It Right: The Series - Rak ok doen - serie TV, 26 episodi (2016-2017)
- Lon: The Series - serie TV, episodio 11 (2016)
- Miraigar T1 - serie TV, 13 episodi (2016-2017)
- Love Songs Love Series - serie TV, 5 episodi (2017)
- Sayam 13 chuamong - webserie, 4 episodi (2017)
- Maple Campus: Class of Heroes - webserie, 8 episodi (2018)
- Beauty Boy - Phuchai kai suai - serie TV (2018)[7]
- Make It Live: On The Beach - serie TV, 6 episodi (2019)

## Programmi televisivi
- Tài yǒumíng - Thai Famous (varie piattaforme web, 2018) - concorrente terza edizione[3]

## Discografia

### Singoli
- 2016 - Kwahm rak tung jet (voce e batteria, con il cast di "Make It Right: The Series - Rak ok doen")

#### Music Camp Project
- 2017 - Kor krai suk kon
- 2017 - Kaup koon na (con Krittapak Udompanich, Pawat Chittsawangdee e Sittiwat Imerbpathom)
- 2017 - Mai yahk mee kwahm rak (con Krittapak Udompanich)